# 1363

## Události
- 21. května – Karel IV. se oženil s Alžbětou Pomořanskou
- první zmínka o založení městyse Kunvaldu

- morová nákaza v Čechách

### Probíhající události
- 1351–1368 – Povstání rudých turbanů

## Narození
- 14. prosince – Jean Charlier de Gerson, francouzský filozof a teolog († 12. července 1429)
- ? – Ťien I, politik čínské říše Ming († 1435)
- ? – Nefise Hatun, osmanská princezna a dcera sultána Murada I.  († 1400)

## Úmrtí
Česko
- ? – Čeněk z Lipé, český šlechtic (* ?)
- ? – Markéta Opavská, manželka moravského markraběte Jana Jindřicha (* 1325/1330)

Svět
- 13. ledna – Menhard Bavorský, hornobavorský vévoda a tyrolský hrabě (* 1344)
- 9. července – Johana z Valois, nevlastní sestra francouzského krále Filipa VI. (* 1304)
- 16. července – Ferdinand Aragonský, aragonský infant a markýz z Tortosy (* 1329)
- 18. července – Konstancie Aragonská, sicilská královna jako manželka Fridricha III. (* 1343/1344)
- 23. srpna – Čchen Jou-liang, zakladatel povstaleckého státu a dynastie Velká Chan (* 1320)
- 7. října – Eleonora de Bohun, anglická šlechtična a vnučka krále Eduarda I. (* 17. října 1304)
- 10. prosince – Alžběta z Burgh, hraběnka z Ulsteru a vévodkyně z Clarence (* 6. června 1332)
- ? – Blanka Namurská, norská královna jako manželka Magnuse IV. (* 1318/1320)

## Hlava státu
- České království – Karel IV.
- Moravské markrabství – Jan Jindřich
- Svatá říše římská – Karel IV.
- Papež – bl. Urban V.
- Anglické království – Eduard III.
- Francouzské království – Jan II.
- Polské království – Kazimír III. Veliký
- Uherské království – Ludvík I. Uherský
- Lucemburské vévodství – Václav Lucemburský
- Byzantská říše – Jan V. Palaiologos